# Dypold II
Dypold II (ur. 1154–1162, zm. 21 lub 22 listopada 1190 zapewne pod Akką) – czeski książę dzielnicowy z dynastii Przemyślidów; syn księcia Dypolda I.
Dypold II rządził księstwem we wschodnich Czechach. W 1187 r. musiał uchodzić z kraju ze względu na konflikt z księciem Fryderykiem. Powrócił dopiero po jego śmierci w 1189 r. Jeszcze w tym samym roku wyruszył na trzecią wyprawę krzyżową. Zmarł zapewne podczas oblężenia Akki.
Dypold II w latach 1175-1180 ożenił się z Adelajdą Zbysławą, córką Bolesława Wysokiego. Z tego małżeństwa pochodzili:
- Dypold III Borzywoj
- Sobiesław
- Bolesław
- Otto